# Signiphora maculata
Signiphora maculata är en stekelart som beskrevs av Girault 1913. Signiphora maculata ingår i släktet Signiphora och familjen långklubbsteklar.
Artens utbredningsområde är:
- Kuba.
- Haiti.

Inga underarter finns listade i Catalogue of Life.